# ジョン・ブリスカー
ジョン・ブリスカー（John Brisker, 1947年6月15日 - 1978年4月失踪, 1985年5月29日死亡宣告）は、アメリカ合衆国の元プロバスケットボール選手。身長196cm、体重95kg。ポジションはスモールフォワード。ABA及びNBAでプレーした。1978年にウガンダで失踪し、生死不明のまま1985年に死亡宣告がなされた。

## 経歴
デトロイト出身。トレド大学を経て、1969年にABAのピッツバーグ・パイパーズでプロデビューした。1年目からチームトップの平均21.0得点と活躍し、オールルーキー1stチームに選ばれた。2年目の1970-71シーズンはリーグ2位の平均29.3得点を叩き出し、オールスターとオールABA2ndチームに選出された。翌1971-72シーズンは49試合の出場に留まったが、平均28.9得点で2年連続のオールスター選出を果たした。シーズン終了後NBAのシアトル・スーパーソニックスに移籍し、3シーズンプレーして1975年に現役引退した。
ABA及びNBAでの成績は、331試合の出場で通算6,847得点（平均20.7得点）であった。ABA平均26.1得点は、リック・バリー、ジュリアス・アービングに次ぐ3位の記録である。

## 人物
全盛期はABAトップクラスの選手だった一方、短気で粗暴な性格でも知られた。当時のチームメイトは彼を「一旦口論になれば銃を持ち出しかねない男」と評している。試合で乱闘を起こして退場させられることも珍しくなく、"NBAのヘビー級チャンピオン"とあだ名された。1971年のデンバー・ロケッツ戦では開始2分でロケッツのアート・ベッカーを肘打ちして退場し、その後もベッカーを追って何度もコートに戻ろうとしたため、警官が出動する騒ぎになった。

## 失踪
1978年3月、ブリスカーは新規輸出入ビジネスを立ち上げると称してウガンダに渡航した。翌1978年4月11日、シアトルに住む交際相手に電話したのを最後に音信不通となり、1985年5月29日に生死不明のまま死亡宣告がなされた。
ブリスカーに何が起こったかは現在も明らかになっていないが、傭兵となって戦死もしくは処刑されたという説が有力である。当時のウガンダはイディ・アミン大統領のもとで恐怖政治が行われており、何らかの政争に巻き込まれた可能性もある。一方でアメリカ国務省はブリスカーのアフリカ渡航を確認できておらず、真相は謎のままである。

## 個人成績

### レギュラーシーズン
| Season   | Team     | GP  | MPG  | FG%  | 3P%  | FT%  | RPG  | APG | SPG | BPG | PPG  |
| -------- | -------- | --- | ---- | ---- | ---- | ---- | ---- | --- | --- | --- | ---- |
| 1969–70  | PTP PTC  | 77  | 28.2 | .461 | .293 | .827 | 5.7  | 1.7 | –   | –   | 21.0 |
| 1970–71  | PTP PTC  | 79  | 39.1 | .455 | .337 | .829 | 9.7  | 2.9 | –   | –   | 29.3 |
| 1971–72  | PTP PTC  | 49  | 42.1 | .458 | .314 | .867 | 9.1  | 4.1 | –   | –   | 28.9 |
| 1972–73  | SEA      | 70  | 23.3 | .435 | –    | .822 | 4.6  | 2.1 | –   | –   | 12.8 |
| 1973–74  | SEA      | 35  | 20.5 | .449 | –    | .820 | 4.2  | 1.6 | .8  | .2  | 12.5 |
| 1974–75  | SEA      | 21  | 13.1 | .426 | –    | .857 | 1.6  | .9  | .3  | .1  | 7.7  |
| Career   | Career   | 331 | 30.1 | .453 | .321 | .834 | 6.5  | 2.4 | .6  | .2  | 20.7 |
| All-Star | All-Star | 2   | 24.0 | .276 | .000 | .700 | 11.0 | 2.0 | –   | –   | 11.5 |